# Uli Stein (Cartoonist)

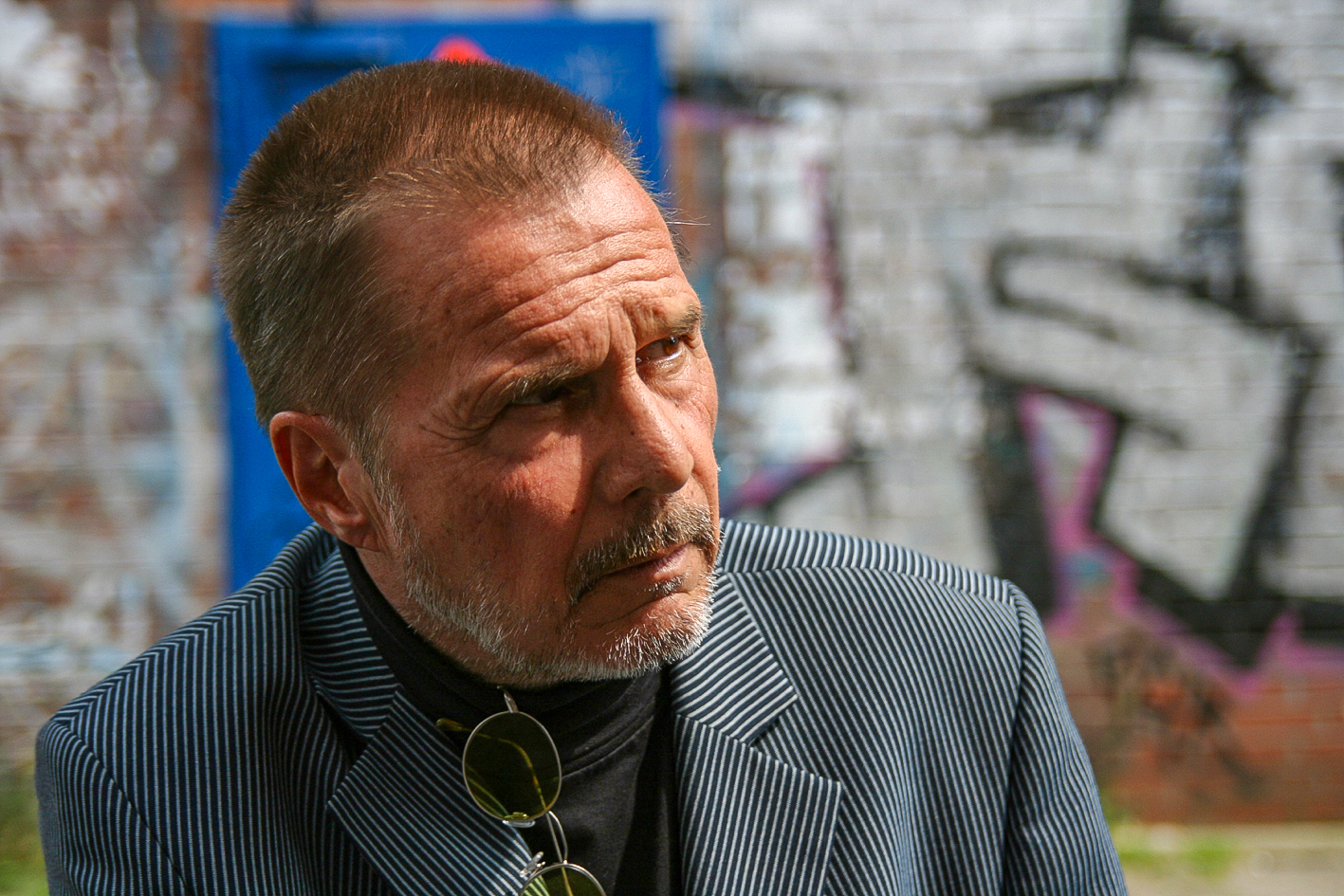
Uli Stein, 2007

Uli Steins Unterschrift

Uli Stein (* 26. Dezember 1946 als  Ulrich Steinfurth in Hannover; † 29. August 2020 in der Wedemark) war ein deutscher Cartoonist und Fotograf. Er gilt als einer der bekanntesten deutschen Cartoonisten; seine Werke wurden in vielen Zeitschriften abgebildet und haben sich auch in Buchform millionenfach verkauft.

## Biographie
Uli Stein wurde 1946 als Sohn eines Beamten und einer Hausfrau geboren. Er besuchte die Goetheschule in Hannover. Nach Absolvierung des Wehrdienstes zog er nach West-Berlin und studierte an der Freien Universität Berlin Deutsch, Erdkunde und Biologie für das Lehramt. Während seines Studiums arbeitete er als freier Fotograf und Texter für Zeitungen. Kurz vor dem Examen brach er sein Studium mit dem Ziel ab, auch hauptberuflich Journalist zu werden. Er arbeitete dann unter anderem sechs Jahre lang für den Saarländischen Rundfunk, bis er sich Ende der 1970er-Jahre ganz auf das Zeichnen konzentrierte. Danach betätigte er sich als Fotograf und gab einige Bildbände heraus. Einige seiner Arbeiten veröffentlichte er unter dem Pseudonym Peter Herbst.
2018 gründete er die Uli-Stein-Stiftung für Tiere in Not. Er wohnte in der Wedemark bei Hannover. Stein litt an Parkinson und starb im August 2020 im Alter von 73 Jahren.

## Werke

### Cartoons und Bücher
Der Künstler stellte häufig Alltagssituationen mit gezeichneten, vermenschlichten Tierfiguren wie Mäusen, Katzen, Hunden, Pinguinen und Schweinen nach. Die Cartoons erschienen seit 1984 gesammelt und thematisch zusammengestellt als Bücher beim Lappan Verlag, sowie international in Italien, Frankreich, Finnland, Korea, den Vereinigten Staaten, den Niederlanden und in China. Laut Uli Steins Agentur Catprint Media verkauften sich diese Bücher bisher über elf Millionen Mal. Mehr als 180 Millionen Postkarten mit Uli Steins Zeichnungen wurden verkauft.
Auf der Basis seiner Zeichnungen entstanden mehr als 1500 Lizenzartikel. So wurde beispielsweise 2001 das Computerspiel Uli Stein Kuss-Shooter von Ravensburger Interactive Media veröffentlicht. In dem Moorhuhn-ähnlichen Spiel mit Grafiken von Uli Stein müssen, in Anlehnung an das Märchen Froschkönig, Frösche geküsst werden. Der Cartoonist arbeitete seit 1998 wöchentlich für die Fernsehzeitung TV Hören und Sehen und seit 1999 für tv14.
Im Bundestagswahlkampf 2005 gingen zahlreiche Cartoons durch das Internet, welche die Arbeit der damaligen Regierungsparteien SPD und Bündnis 90/Die Grünen zum Thema hatten.

### Ausstellungen
Uli Stein konzipierte mehrere Ausstellungen. So zeigte die Ausstellung Wow, Wau Hundecartoons von Stein zusammen mit außergewöhnlichen realen Hundeporträts, die der Hundefreund und Fotokünstler selbst fotografierte. Die Ausstellung Viel Spaß! zeigt über 160 gerahmte Bilder, Ideenskizzen und Zeichnungen des Künstlers. Die Protagonisten sind Mäuse, Schweine, Pinguine, Katzen, Hunde, Frösche und Geier sowie Erwin und Martha, Steins gurkennasiges Menschenpärchen mit den Spiegeleieraugen. Die Ausstellungen wurden unter anderem in Meppen, Goslar, Wilhelmshaven und Lichtenwalde gezeigt.

### Briefmarken
2005 erschienen in der Schweiz Sonderbriefmarken zu Ehren Uli Steins mit Motiven der Stein-Maus. Die Schweizerische Post bezog sich dabei darauf, dass einige der ersten Cartoons Steins Mitte der 1970er Jahre in einem Schweizer Musikmagazin erschienen waren. Die Deutsche Post AG kündigte für den Briefmarken-Jahrgang 2013 drei von Uli Stein gestaltete Motive aus der Serie Für den Sport an. Die Ausgabe der drei Postwertzeichen in den Werten von 58 + 27, 90 + 40 und 145 + 55 Eurocent erfolgte mit dem Erstausgabetag 2. Mai 2013. Die Entwürfe nach den Motiven von Uli Stein stammen von Werner Hans Schmidt aus Frankfurt am Main.

### Schriften
- Uli Stein: Mein Tagebuch. Lappan Verlag. Oldenburg 2006, ISBN 3-8303-3136-3.
- Uli Stein: Fröhliche Weihnachten. 2. Auflage. Lappan Verlag, Oldenburg 2011, ISBN 978-3-8303-3254-1.